# Taastrupkredsen
Taastrupkredsen er fra 2007 en nyoprettet opstillingskreds i Københavns Omegns Storkreds. I 1920-2006 indgik området i andre opstillingskredse i Københavns Amtskreds. Ved Strukturreformens ikrafttræden i 2007, blev Taastrupkredsen dannet af de områder, der udgjordes af kommunerne Albertslund og Høje -Taastrup, i den ved samme lejlighed, nedlagte Glostrup-kreds.

## Folketingskandidater pr. 2022
| Liste | Parti                       | Kandidat | Bemærk                                                                  |
| ----- | --------------------------- | --- | ----------------------------------------------------------------------- |
| A     | Socialdemokratiet           | Anne Sina |                                                                         |
| B     | Radikale Venstre            | Morten Loof Andersen |                                                                         |
| C     | Det Konservative Folkeparti | Merete Scheelsbeck |                                                                         |
| D     | Nye Borgerlige              | Lone Madsen |                                                                         |
| F     | Socialistisk Folkeparti     | |                                                                         |
| I     | Liberal Alliance            | |                                                                         |
| O     | Dansk Folkeparti            | Lars Prier |                                                                         |
| V     | Venstre                     | Flemming Andersen |                                                                         |
| Ø     | Enhedslisten                | Helge Bo Jensen |                                                                         |
| Å     | Alternativet                | Sikandar Siddique, Qasam Nazir Ahmad, Ken Patrick Petersson, Sofie Groth, Marianne Victor Hansen, Anders Stjernholm, Kim Christiansen, Thomas Holbech Anker | Er opstillet i samtlige opstillingskredse i Københavns Omegns Storkreds |